# Manga - Toledo Chico

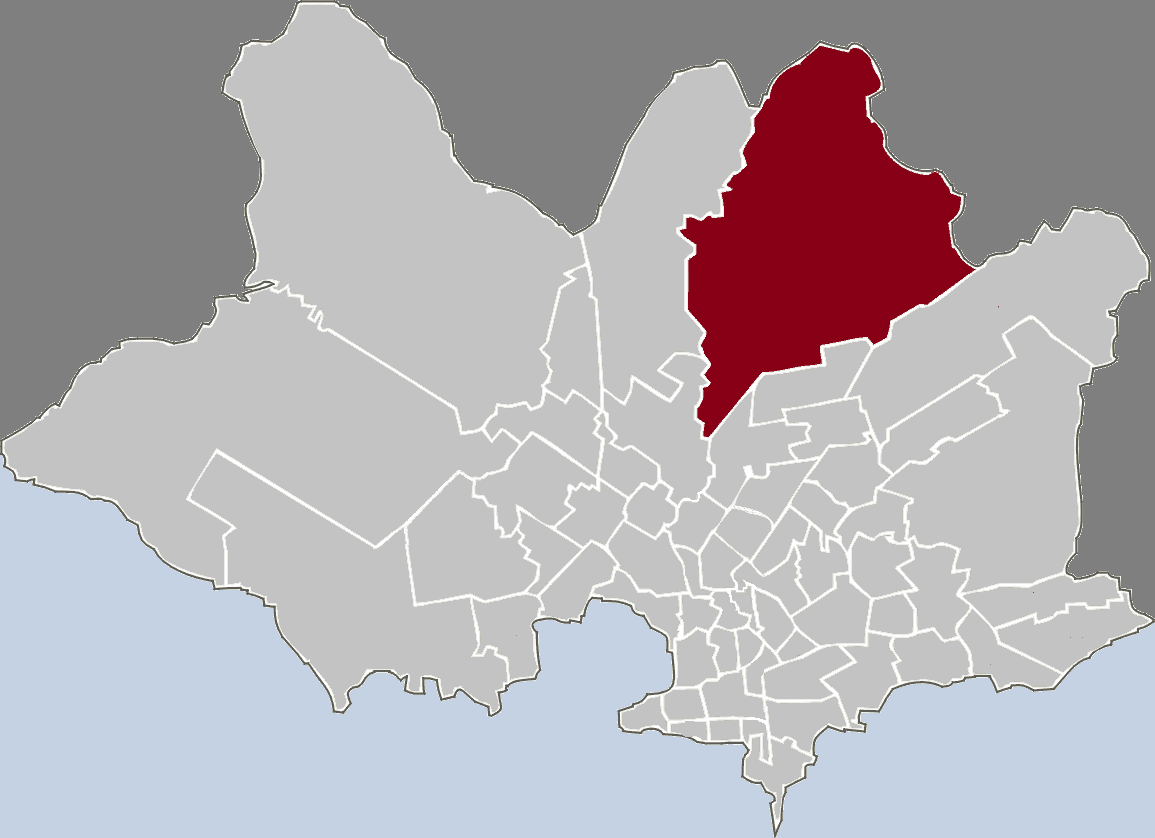
Lage von Manga - Toledo Chico in Montevideo

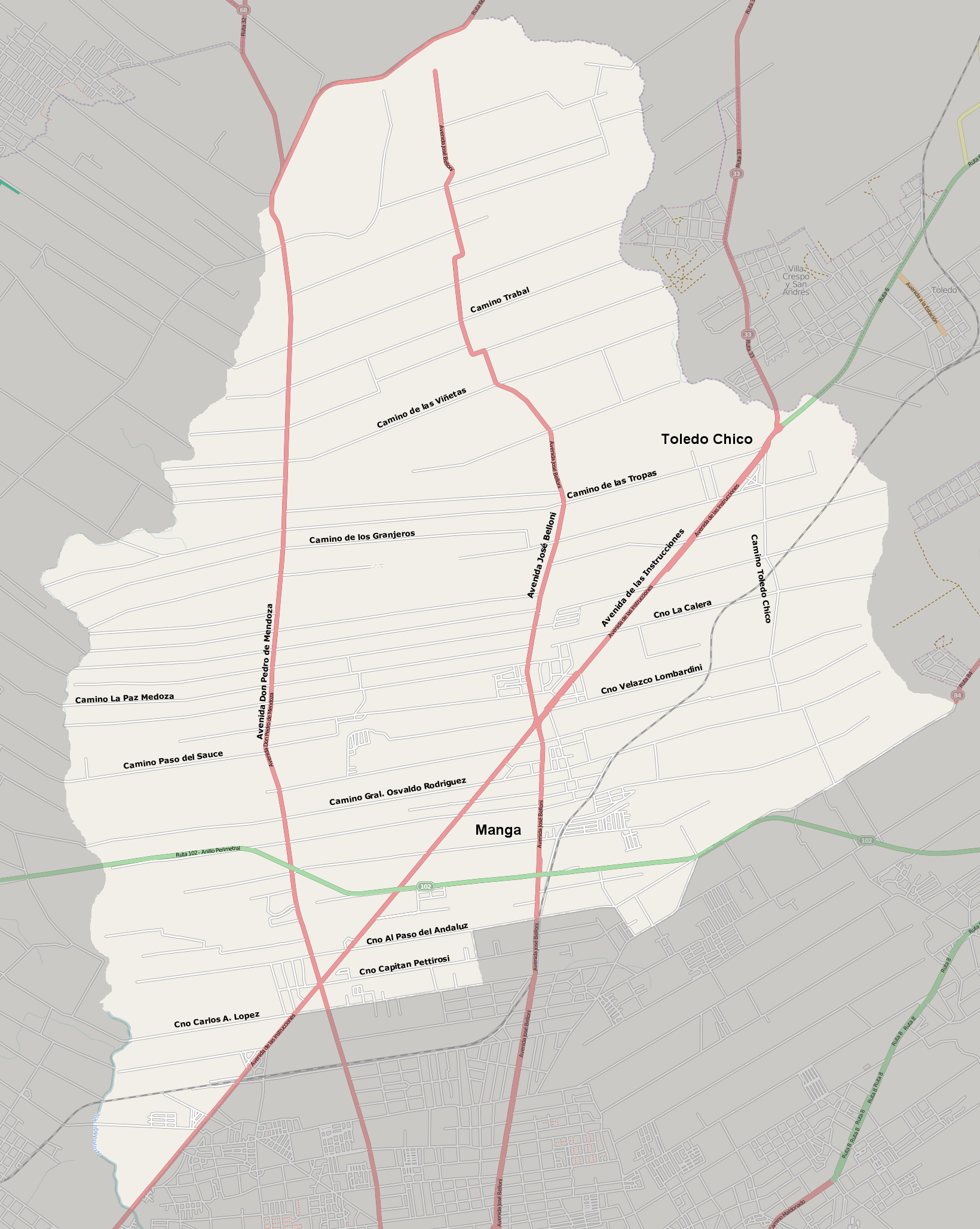
Plan von Manga - Toledo Chico

Manga - Toledo Chico ist ein Stadtviertel (Barrio) der uruguayischen Hauptstadt Montevideo.
Das Barrio grenzt nach Angaben des Instituto Nacional de Estadística (INE) an die Stadtviertel Colón Sureste - Abayubá (Westen), Peñarol - Lavalleja (Südwesten), Casavalle, Manga (jeweils Süden) und Villa García-Manga Rural (Südosten, Osten). Im Norden schließt das Nachbardepartamento Canelones an.